# Ludvig 4. af Hessen-Marburg
Ludvig 4. (tysk: Ludwig IV.), også kaldet Ludvig den Ældre (tysk: Ludwig der Ältere) eller Ludvig Testator (tysk: Ludwig Testator, (27. maj 1537 – 9. oktober 1604) var en tysk territorialfyrste, der grundlagde og var den eneste landgreve af Hessen-Marburg fra 1567 til sin død i 1604. 

## Biografi
Ludvig blev født den 27. maj 1537 i Kassel i Landgrevskabet Hessen som søn af Landgreve Philip den Ædelmodige af Hessen i hans ægteskab med Christine af Sachsen. 
Ved faderens død i 1567 blev Hessen delt mellem hans sønner, og Ludvig modtog delen, der blandt andet omfattede Marburg og Giessen, og grundlagde linjen Hessen-Marburg.
Ludvig døde den 9. oktober 1604 i Marburg. Da han ikke efterlod sig arvinger, blev hans besiddelser delt mellem hans nevøer, landgreverne Moritz af Hessen-Kassel og Ludvig 5. af Hessen-Darmstadt.

## Eksterne Henvisninger
- Wikimedia Commons har flere filer relateret til Ludvig 4. af Hessen-Marburg